# Episodi di Franklin & Bash (quarta stagione)
La quarta e ultima stagione della serie televisiva Franklin & Bash è stata trasmessa in prima visione negli Stati Uniti d'America dall'emittente via cavo TNT dal 13 agosto al 22 ottobre 2014.
In Italia è andata in onda in prima visione sul canale satellitare Sky Atlantic dal 26 settembre al 24 ottobre 2015.
| n° | Titolo originale              | Titolo italiano | Prima TV USA      | Prima TV Italia   |
| -- | ----------------------------- | --------------- | ----------------- | ----------------- |
| 1  | The Curse of Hor-Aha          |                 | 13 agosto 2014    | 26 settembre 2015 |
| 2  | Kershaw vs. Lincecum          |                 | 20 agosto 2014    | 26 settembre 2015 |
| 3  | Love Is the Drug              |                 | 27 agosto 2014    | 3 ottobre 2015    |
| 4  | Good Cop/Bad Cop              |                 | 3 settembre 2014  | 3 ottobre 2015    |
| 5  | Deep Throat                   |                 | 10 settembre 2014 | 10 ottobre 2015   |
| 6  | Dance the Night Away          |                 | 17 settembre 2014 | 10 ottobre 2015   |
| 7  | Honor Thy Mother              |                 | 24 settembre 2014 | 17 ottobre 2015   |
| 8  | Falcon's Nest                 |                 | 1º ottobre 2014   | 17 ottobre 2015   |
| 9  | Spirits in the Material World |                 | 15 ottobre 2014   | 24 ottobre 2015   |
| 10 | Red or Black                  |                 | 22 ottobre 2014   | 24 ottobre 2015   |